# マーシャル・グラント

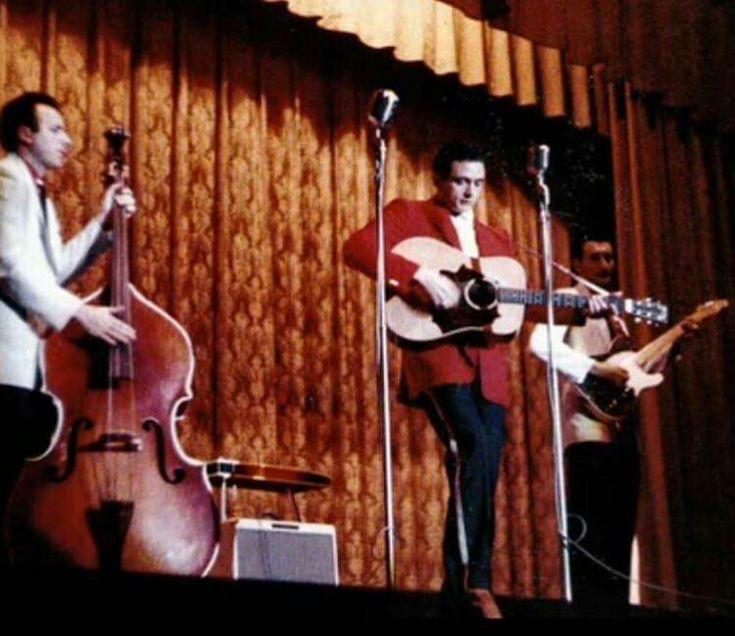
左から、グラント、キャッシュ、パーキンス。

マーシャル・ガーネット・グラント（Marshall Garnett Grant、1928年5月5日-2011年8月7日）は、アメリカのベーシスト。
ジョニー・キャッシュのバックバンドであるテネシー・トゥーのオリジナルメンバーである。

## 生涯

### 生い立ち
グラントは、ノースカロライナ州ベッセマー市で12人の兄弟と両親の大家族の中で育った。
グラントは、19歳の時にメンフィスへ定住する。1950年頃から自動車会社の整備士として働いていた。後に、会社の仲間であるルーサー・パーキンスとキャッシュの兄のロイ・キャッシュに出会った。
ジョニーは当時、アメリカ空軍の勤務のため、ドイツに行っていて、1954年に勤務を終えて、メンフィスに戻った。後にロイの紹介で、バンドを結成した。しかし、その時担当する楽器を決めてなかったので、パーキンスがリードギター。グラントがダブルベース（後にエレキベース）と決まった。ちなみにグラントはベースを演奏するのが初めてだった。
グラントはキャッシュの音楽のトレードマークである「ブン・チカ・ブン」サウンドのビートに多大な影響を与えた。グラントは1954年から1980年までベースを担当した。

### 晩年の活動
グラントは2002年に音楽活動を引退したが、キャッシュの死後も、本を出版したり、テレビやラジオに出演して、キャッシュについて語ったりしていた。グラントは2011年に83歳で亡くなった。